# Katamguntapalli, Srinivaspur
Katamguntapalli là một làng thuộc tehsil Srinivaspur, huyện Kolar, bang Karnataka, Ấn Độ.